# Unai Gómez
Unai Gómez Etxebarria (Bermeo, 25 de março de 2003) é um jogador de futebol profissional espanhol que atua como meio-campista no Athletic Bilbao.

## Carreira
Gómez ingressou nas categorias de base do Athletic Bilbao em 2013 vindo do Bermeo, time de sua cidade natal. Ele foi dispensado em 2016 por ter "baixa estatura" e passou três anos no Danok Bat antes de retornar às instalações de Lezama em 2019.
Gómez foi promovido ao time C do Athletic, na quarta divisão, em 19 de julho de 2021, e fez sua estreia em 5 de setembro, começando com um empate em 0–0 fora de casa contra o Barakaldo. Ele marcou seu primeiro gol em 21 de novembro, sentenciando a vitória em casa por 1–0 sobre o Santutxu.
Gómez foi promovido ao time reserva em 10 de julho de 2022, e fez sua primeira aparição pela equipe em 28 de agosto, entrando como substituto no segundo tempo na derrota em casa por 2–1 na terceira divisão, contra o La Nucía. Ele marcou seus primeiros gols pelo time B em 29 de janeiro de 2023, marcando dois na vitória em casa por 3–0 sobre o UD Logroñés.
No verão de 2023, foi um dos jogadores escolhidos para fazer a pré-temporada com o time principal, onde teve um bom desempenho. Além disso, logo nos primeiros minutos de seu primeiro amistoso como titular, ele marcou um gol contra o Celtic. Em 12 de agosto de 2023, ele fez sua estreia na La Liga em San Mamés, na derrota para o Real Madrid. Em 27 de agosto, ele marcou seu primeiro gol profissional, fechando a vitória por 4–2 contra o Betis. No dia 20 de outubro, renovou contrato com o Athletic até junho de 2028.
Em 6 de abril de 2024, o Athletic sagrou-se campeão da Copa do Rei ao derrotar o Mallorca na disputa por pênaltis. Unai substituiu Ruiz de Galarreta aos 80 minutos e teve papel importante na prorrogação.

## Carreira internacional
Em 15 de março de 2024, foi convocado pelo técnico da seleção sub-21 da Espanha, Santi Denia, para duas partidas das eliminatórias para o Campeonato Europeu de Futebol Sub-21 contra Eslováquia e Bélgica.

## Títulos
Athletic Bilbao
- Copa do Rei: 2023–24[20]